# Płytnica (powiat pilski)
Płytnica – osada w Polsce, położona w województwie wielkopolskim, w powiecie pilskim, w gminie Szydłowo.
Osada położona jest przy stacji kolejowej Płytnica. 
W oficjalnych dokumentach pojawiają się też inne nazwy tej miejscowości: Płytnica Stacja PKP oraz Stacja PKP Płytnica.
Miejscowość wchodzi w skład sołectwa Krępsko.
W latach 1975–1998 miejscowość administracyjnie należała do województwa pilskiego.

## Jedna miejscowość w trzech gminach?
W 2017 roku było głośno o Płytnicy, jako że miałaby należeć do trzech różnych gmin: gminie Tarnówka, Jastrowie i Szydłowo. W rzeczywistości (według TERYT) wieś Płytnica należy do gminy Tarnówka (powiat złotowski), natomiast do gminy Szydłowo (powiat pilski) należy odległa od niej o 3 km osada kolejowa Płytnica. Dotychczas myślano, że do gminy Szydłowo należy cały obszar przykolejowy, lecz jak się okazało, do Szydłowa należą tylko dwa domy po wschodniej stronie kolei, natomiast stacja kolejowa Płytnica z domami po zachodniej stronie torowiska należą do miny Jastrowie (powiat złotowski). Do nieporozumienia doszło po zmianach terytorialnych między powiatami wałeckim (do którego Płytnica początkowa należała, vide gromada Krępsko) i złotowskim (vide gromada Tarnówka) 1 stycznia 1958 oraz faktem, że tereny kolejowe należały do PKP i stanowiły t.zw. tereny zamknięte, nie podlegające pod administrację gromad. Późniejszy podział administracyjny przeprowadził granicę powiatową (i gminną) w sposób, który podzielił miejscowość. O przynależności osady kolejowej do dwóch gmin (i powiatów) dowiedziano się w chwili odsprzedaży przez PKP działek kolejowych. Dotychczas mieszkańcy zachodniej części osady kolejowej Płytnica głosowali w Szydłowie i tam płacili podatki, a dzieci uczęszczały do szkoły w Szydłowie, mimo że mieszkali gminy do gminy Jastrowie. Włodarze trzech gmin zadeklarowali chęć uregulowania rozbieżności tak aby cała miejscowość znalazła się w jednej gminie, do czego jeszcze nie doszło. Na uwagę zasługuje fakt, że konflikt graniczny dotyczy tylko osady kolejowej Płytnica, a nie wsi Płytnica, która w całości znajduje się w gminie Tarnówka.